# Filmzitat
Als Filmzitat kann entweder ein Zitat eines Abschnittes des Drehbuchs oder die bewusste Anlehnung einer Szene eines Films an eine ähnliche Szene eines anderen Films verstanden werden.

## Filmzitat in der Filmtechnik
Unter Filmzitat wird die Verwendung einer möglichst identischen Kameraeinstellung und eines möglichst ähnlichen Szenenaufbaus eines bekannten Films bei einer neuen Produktion verstanden. Da das Bild dem ursprünglichen Film nur ähnelt, aber nicht exakt entspricht, muss das Filmzitat nicht gekennzeichnet werden und ist keine Verletzung des Urheberrechts.
Filmzitate sind oft bei inhaltlichen Verwandtschaften zwischen zwei Szenen zu finden und stellen hier auch eine formale Verwandtschaft her. Dies gibt dem Zuschauer das Gefühl, die Szene bereits zu kennen und dient als spannungssteigerndes Mittel.
So enthält beispielsweise der Film Lola rennt zahlreiche Zitate aus dem Film Zwölf Uhr mittags.

## Filmzitat des Drehbuchs
Unter Filmzitat versteht man aber auch das Zitat eines bekannten Monologs bzw. Dialogs aus einem Film. Inzwischen ist es in vielen Onlineforen schon fast zur Tradition geworden, einen Thread dem Erraten von Filmzitaten zu widmen.